# Veliki Podljuben
Veliki Podljuben este o localitate din comuna Novo mesto, Slovenia, cu o populație de 92 de locuitori.